# Riksrådsdräkt

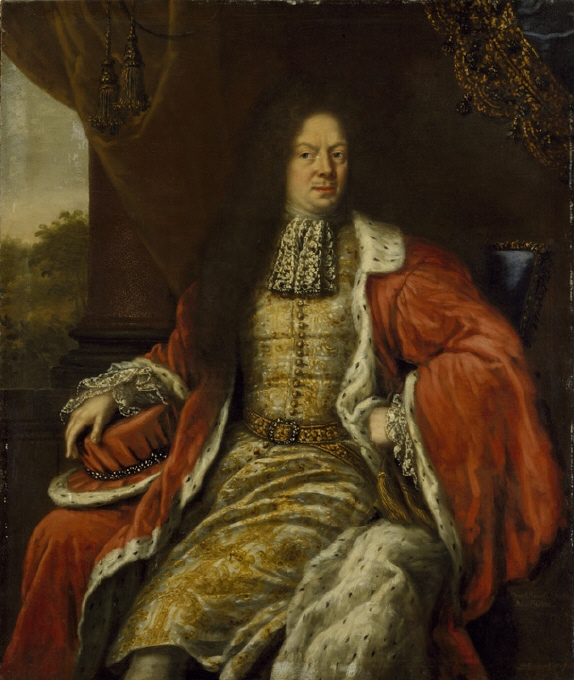
Nils Bielke iförd sin karmosinröda riksrådsmantel i sammet med kanter av hermelin, samt under högra handen riksrådshatten i samma material.

Riksrådsdräkten (ibland riksherredräkt) var en klädsel som utvecklades under 1600- och 1700-talen till riksrådets medlemmar. Den bars under högtidliga ceremonier såsom kröningar, dop och begravningar i kungahuset. Dräkten användes av riksråden, rikets herrar och från 1809 av statsråden. Sista gången riksrådsdräkten användes var troligen vid ståndsriksdagens avskaffande under Riksdagen 1865–1866; därefter tog ämbetsuniformer och hovuniformer över.

## Riksrådsmanteln samt hatten
Drottning Kristina införde till sin kröning 1650 den karmosinröda manteln i sammet med kanter och bräm i hermelin. Den kallas ibland för talar. Till detta kom en vidbrättad hatt i samma material.

## Riksrådsdräkten

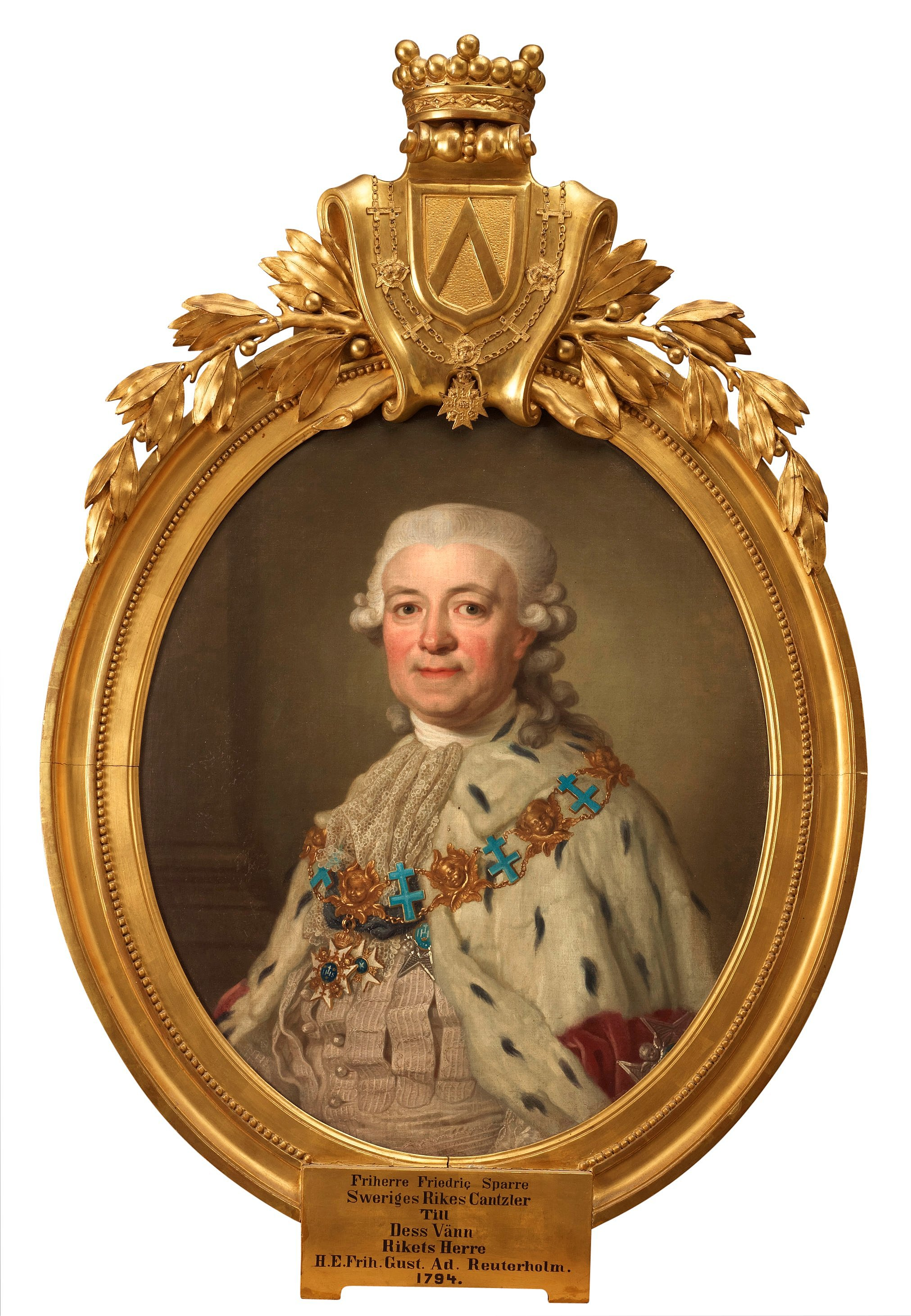
Riksrådet Fredrik Sparre i riksrådsdräkt i vitt siden, samt riksrådsmantel.

Gustav III införde till Riksdagen 1792 i Gävle en ny dräkt för riksråden att bäras under den röda manteln. Denna dräkt är till utförandet och snitt samma som den furstliga dräkten, men inte av samma tyg. Den furstliga dräkten är av tyg i silver, medan riksrådets dräkt är blommigt vitt siden med gallerspetsar. Till detta kom även höga stövlar i rött sammet med kant av hermelin.

## Bilder

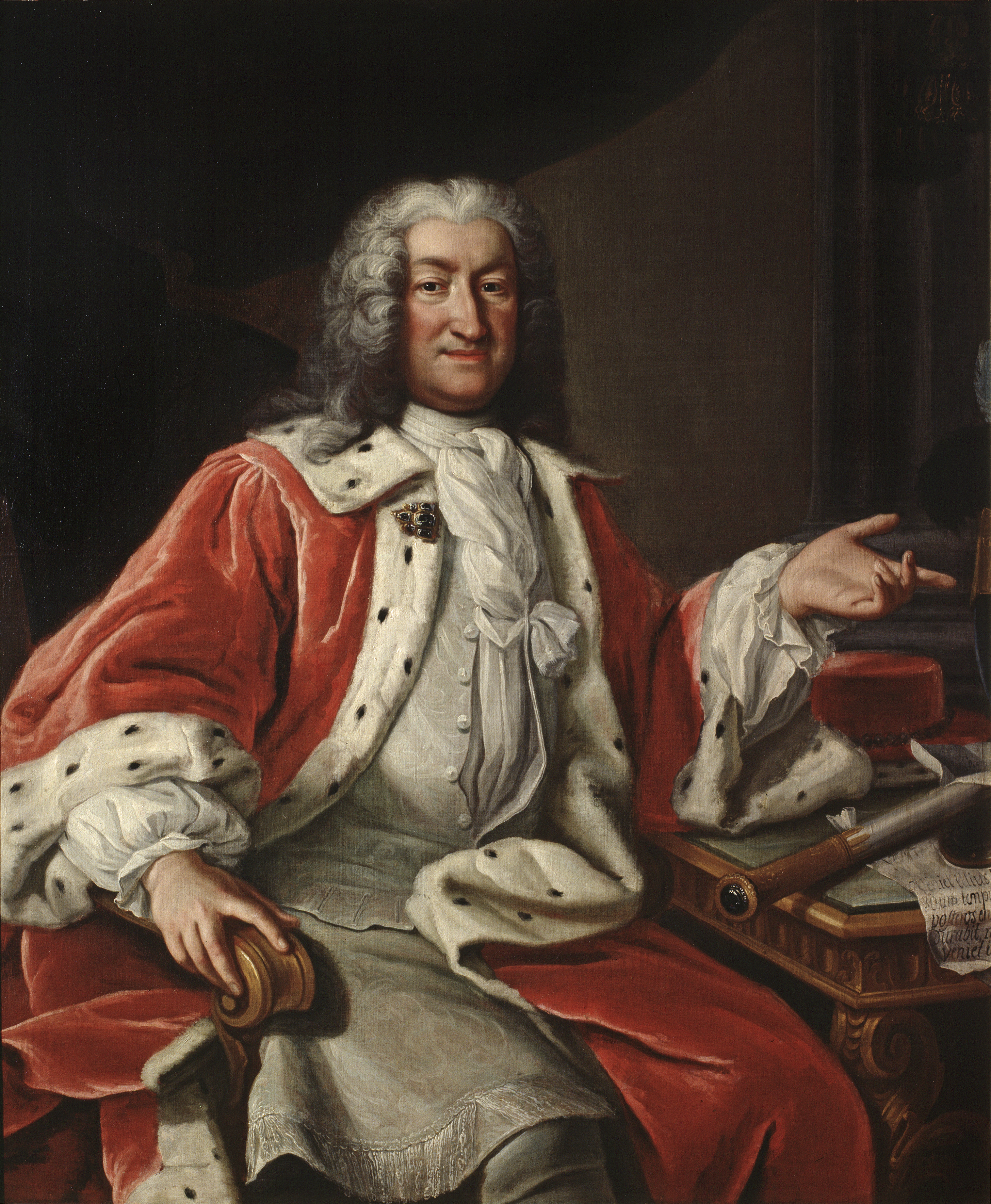
Arvid Horn i manteln, med hatten till höger på bordet. Målning av Lorens Pasch den äldre.
Samuel Åkerhielm den yngre i manteln. Målning av Lorens Pasch den äldre.
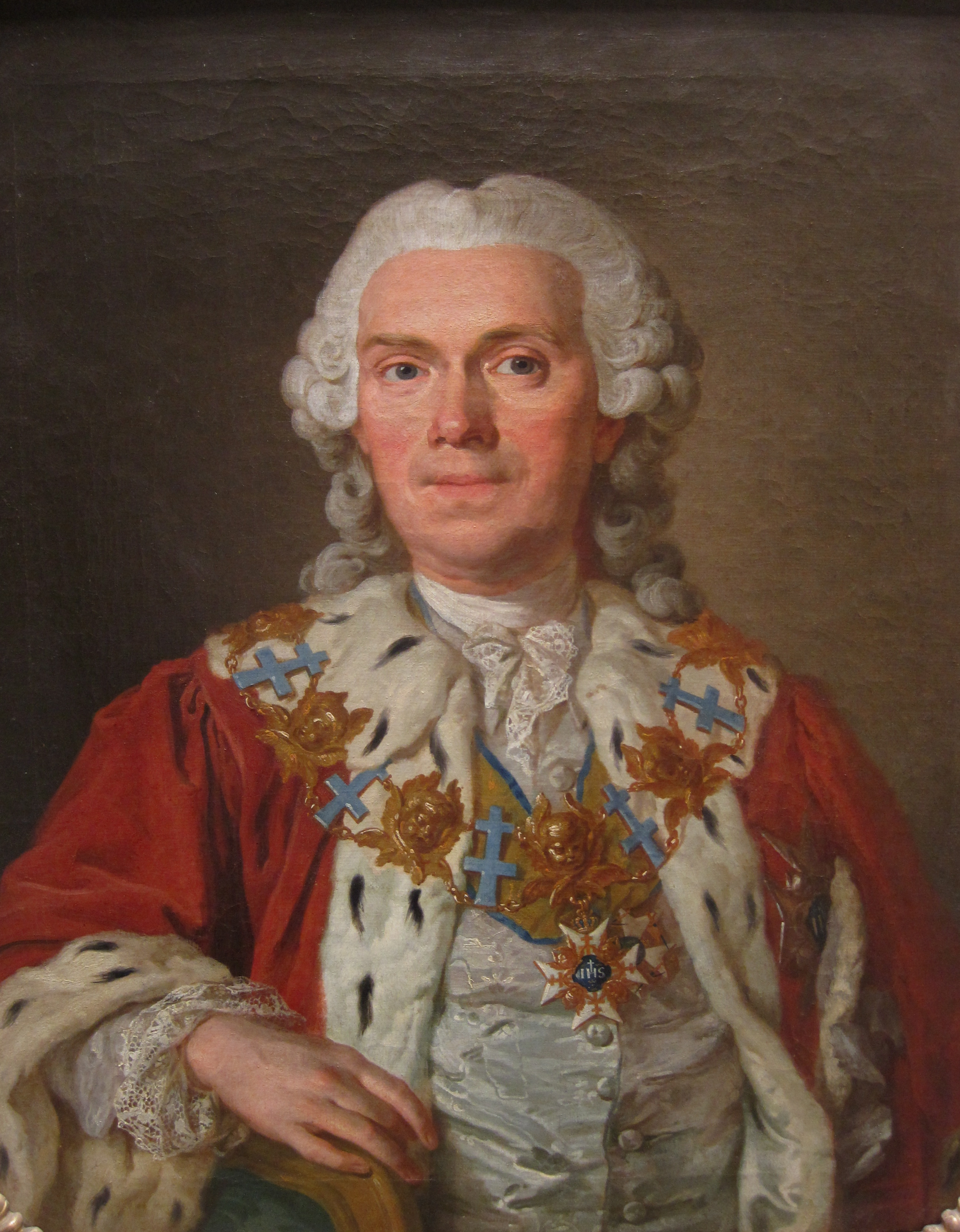
Riksrådet Gustaf Adolf Hjärne (1715-1805) iklädd den röda rikrådsmanteln.
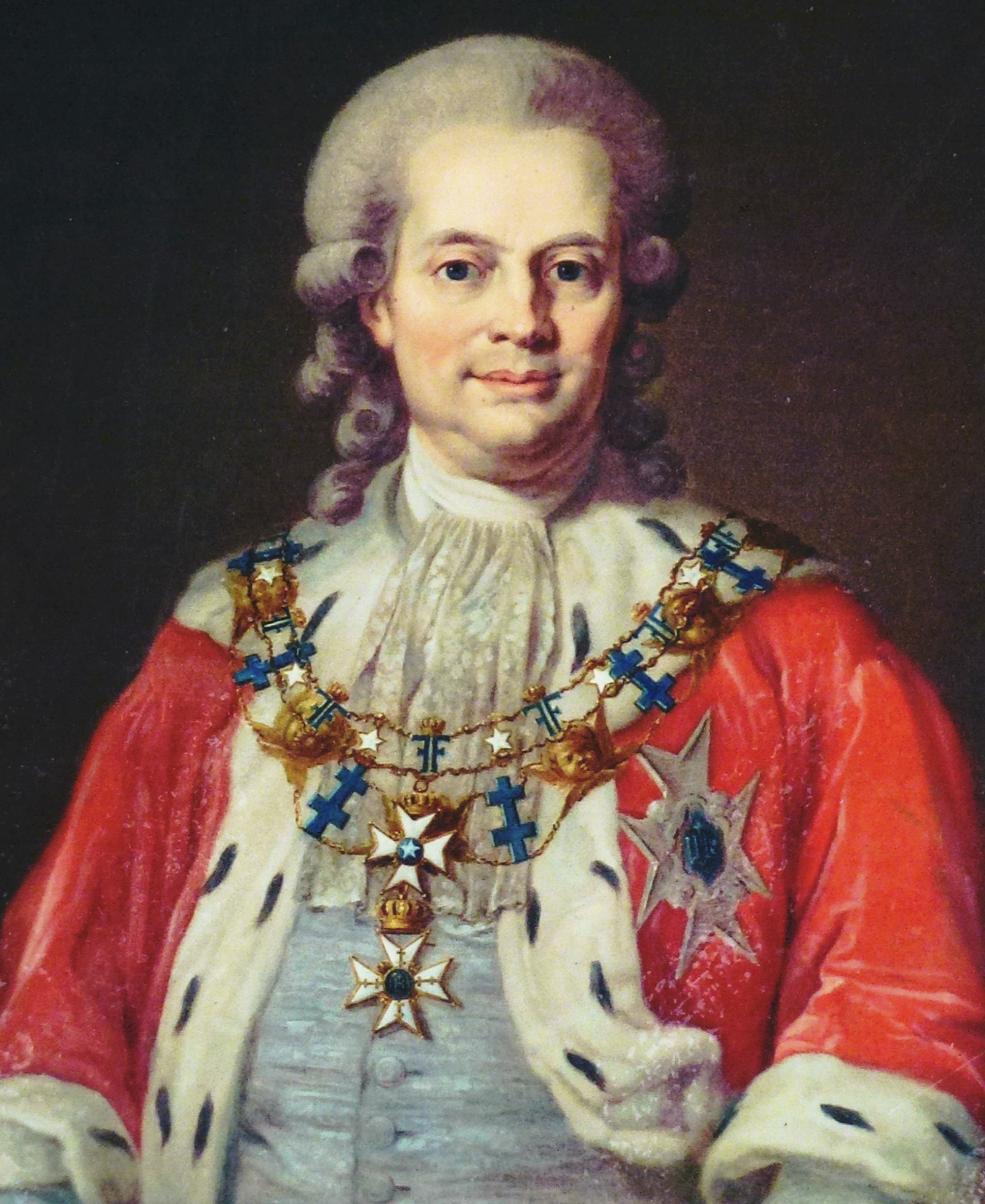
Johan Liljencrantz iklädd riksrådsmantel, en så kallad talar, samt bärande runt halsen kedjorna för Serafimerorden samt Nordstjärneorden och på bröstet Serafimerordens kraschan. Målning av Lorens Pasch d.y.
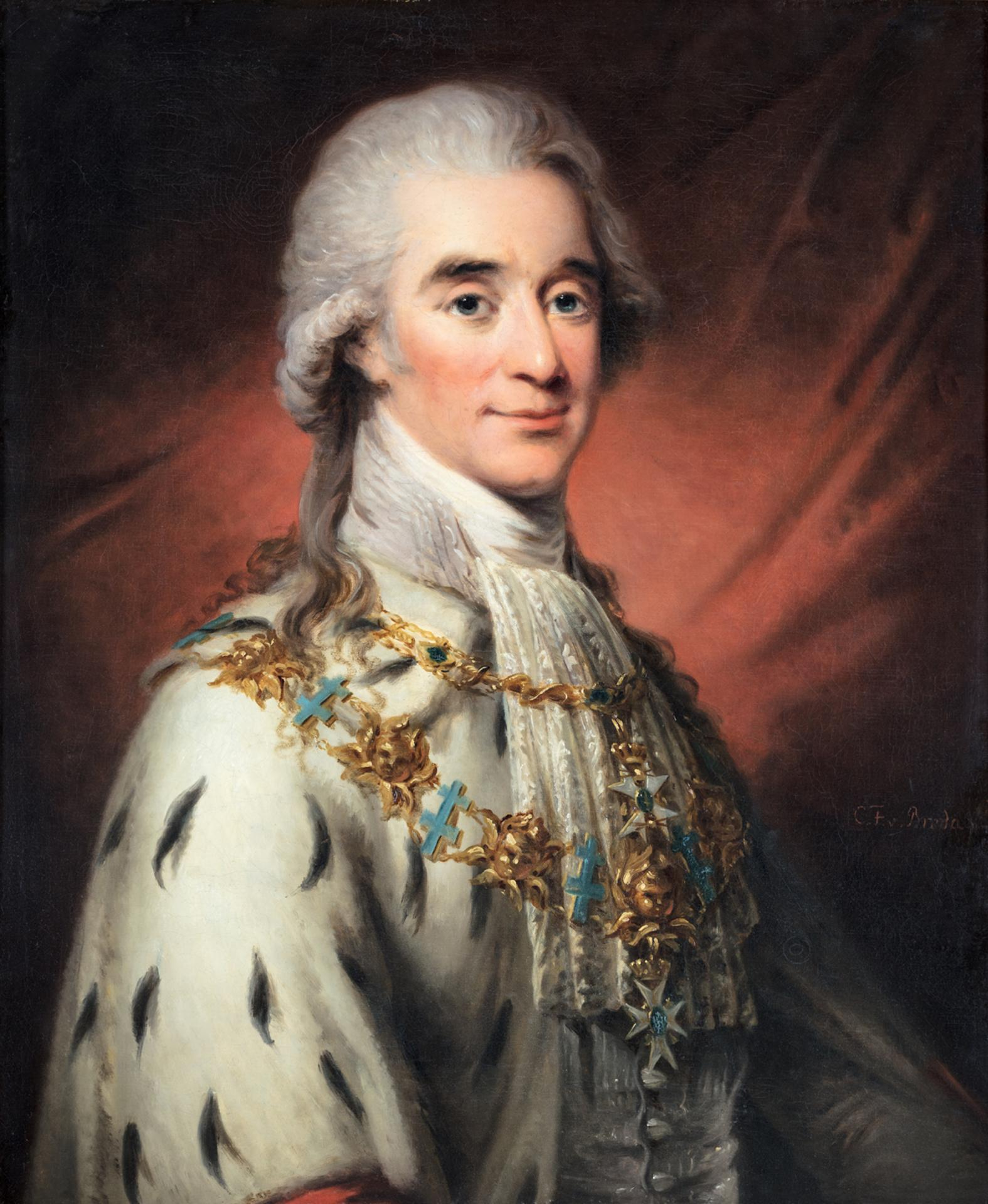
Axel von Fersen klädd i riksrådsdräkt. Runt halsen bär han ordenskedjorna för riddare av Serafimerorden och kommendörer med stora korset av Svärdsorden. Målning av Carl Fredrik von Breda omkring 1800.
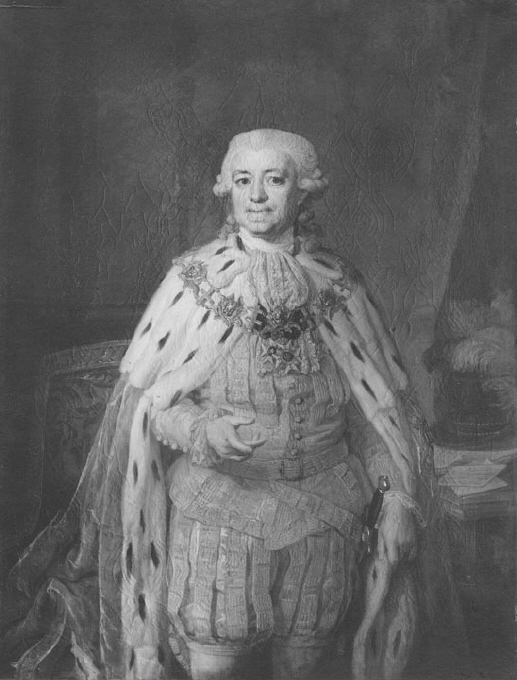
Riksrådet Fredrik Sparre i riksrådsdräkt samt mantel.
Riksrådsdräkt med mantel, troligen uppsydd inför och använd vid Karl XIV Johan:s kröning 1818.
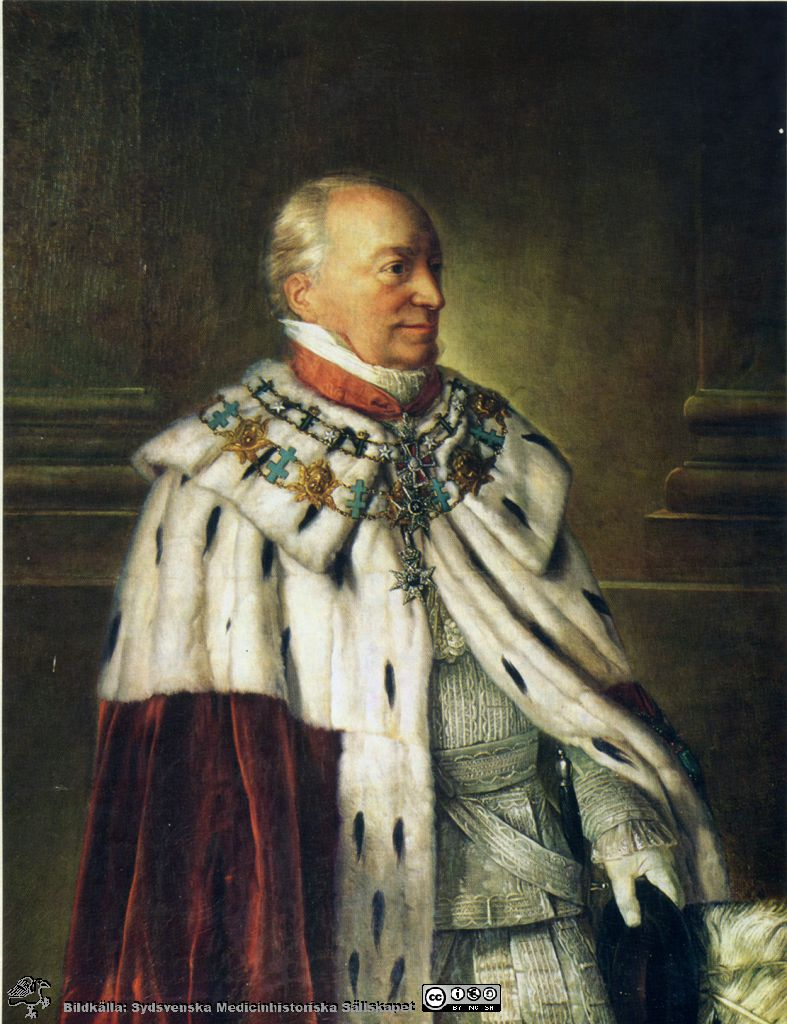
Greve och friherre Lars von Engeström, iklädd riksrådsdräkt med Carl XIII:s orden i briljanter i rött band runt halsen. (1826)
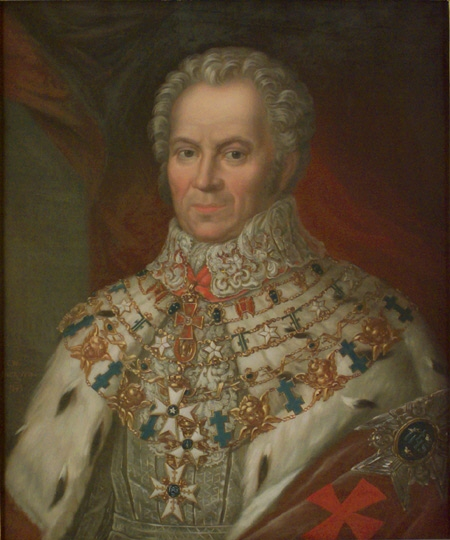
Mathias Rosenblad i riksrådsdräkt samt mantel. (ca. 1830)
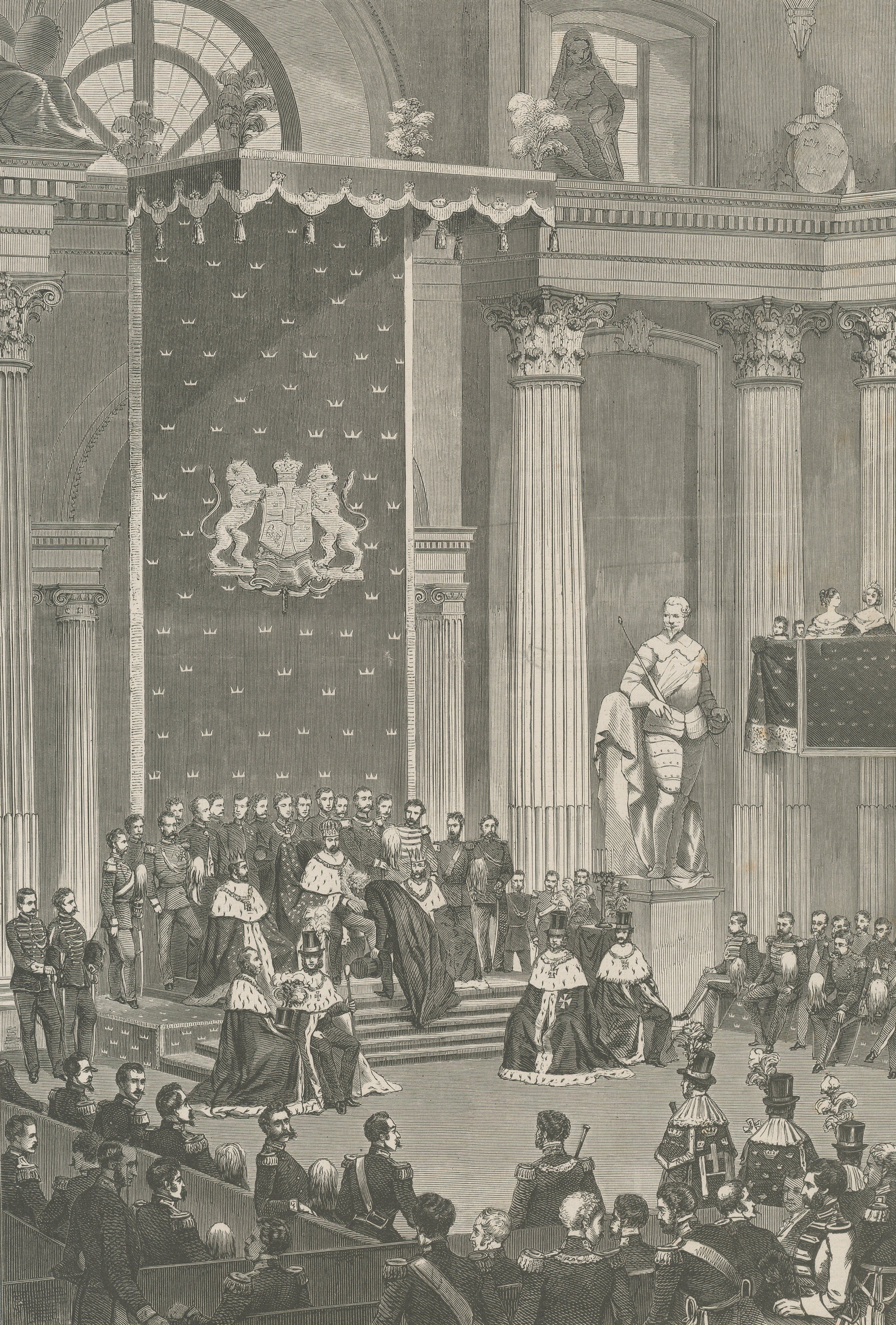
Riksdagen avslutas den 22 juni 1866, nedanför tronen ses fyra statsråd i sina riksrådsmantlar.